# Abadia de Zwettl
L'Abadia de Zwettl (en alemany: Stift Zwettl) és un monestir cistercenc. És a prop de la ciutat de Zwettl a la diòcesi de Sankt Pölten a Àustria.
Aquesta filial de l'Abadia de Heiligenkreuz, de la línia de Morimond va ser fundada el 1137 per Hadmar I de Kuenring i va ser confirmada la seva fundació pel pontífex Innocenci II el 1140.